# Список объектов всемирного наследия ЮНЕСКО в Мавритании
В списке объектов всемирного наследия ЮНЕСКО в Мавритании насчитывается 2 наименования (на 2011 год). 1 объект включён в список по природным критериям и 1 — по культурным критериям. Кроме этого, по состоянию на 2017 год, 3 объекта на территории Мавритании находятся в числе кандидатов на включение в список всемирного наследия. Все они включены в список по культурным критериям.
| № | Изображение | Название                                                      | Расположение | Время создания | Год внесения в список | №   | Критерии   |
| - | ----------- | ------------------------------------------------------------- | ------------ | -------------- | --------------------- | --- | ---------- |
| 1 |             | Национальный парк Банк-д'Арген                                | —            | 1978 год       | 1989                  | 506 | ix, x      |
| 2 |             | Древние Ксар (укрепление) в Уадане, Шингетти, Тишите и Уалате | —            | —              | 1996                  | 750 | iii, iv, v |

## Предварительный список
В таблице объекты расположены в порядке их добавления в предварительный список. В данном списке указаны объекты, предложенные правительством Мавритании в качестве кандидатов на занесение в список всемирного наследия.
| № | Изображение | Название                          | Расположение | Время создания | Год внесения в список | №    | Критерии       |
| - | ----------- | --------------------------------- | ------------ | -------------- | --------------------- | ---- | -------------- |
| 1 |             | Культурный ландшафт Азуги         | —            | С XI века      | 2001                  | 1545 | iii, iv, v, vi |
| 2 |             | Археологический объект Кумби-Сале | —            | С IX века      | 2001                  | 1546 | iii, iv, v, vi |
| 3 |             | Археологический объект Аудагост   | —            | С VIII века    | 2001                  | 1547 | iii, v         |